# 청자 (담배)
청자(靑瓷·靑磁)는 한국 전매청가 과거에 판매한 담배이다.
1969년발매함.

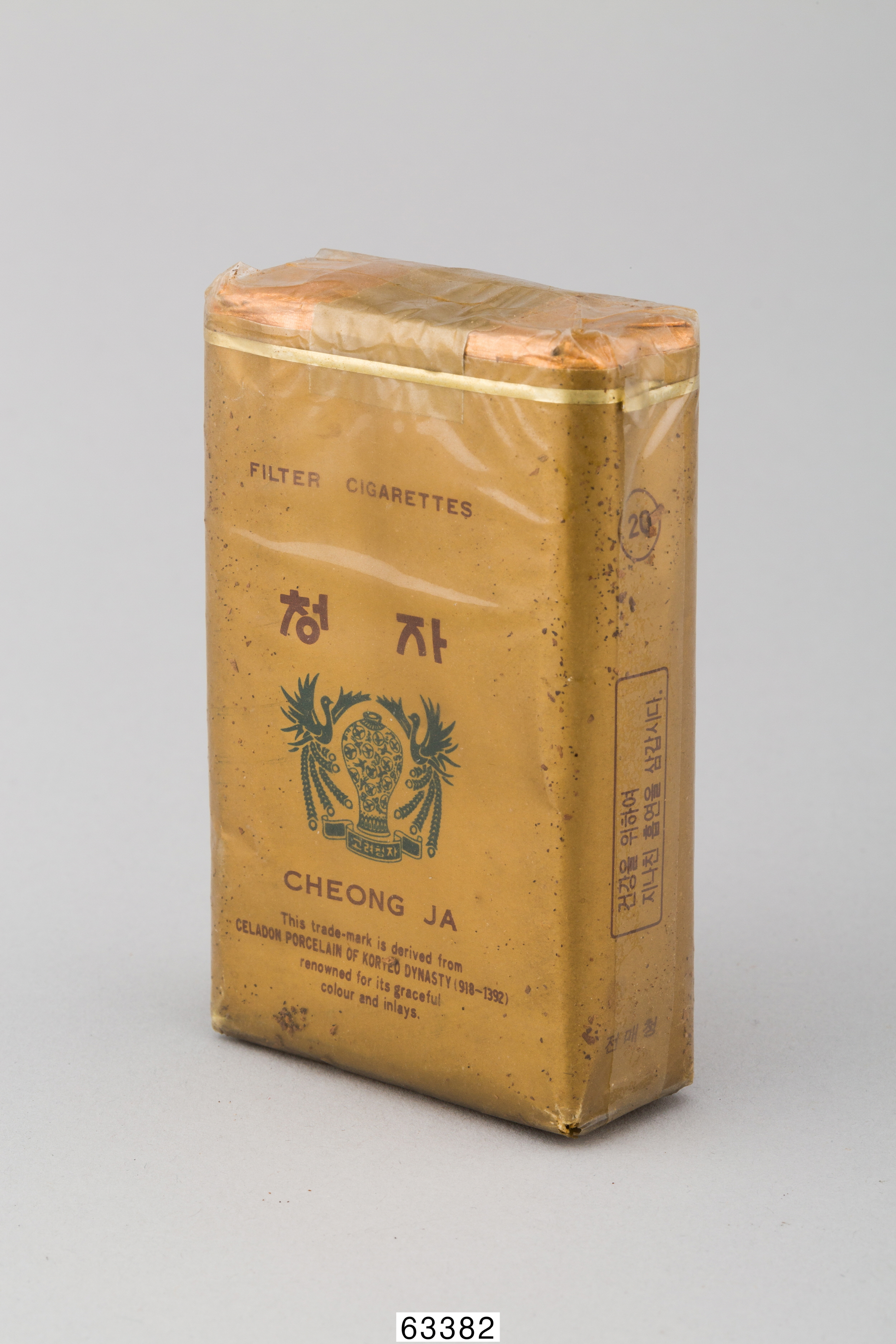
청자 담배

당초,한국 최초의 고급담배 알려져, 1970년대에는"청자 피우는 남자한테는 선도 보지 말고 시집가라","담배는 청자,노래는 추자"라는 말이 유행했다.
1970년 당시 성분 함량은 타르 33mg, 니코틴 2.7mg이었다. 같은 시기 유행한 켄트 담배가 타르 13mg, 니코틴 0.7mg이었던 것과 비교했을 때 매우 독한 담배였다.
1998년에 판매 종료함.